# Жаботинский, Анатолий Маркович
Анато́лий Ма́ркович Жаботи́нский (17 января 1938, Москва — 16 сентября 2008, Бостон) — советский и американский биофизик, физикохимик. Лауреат Ленинской премии (1980).

## Биография
Родился в еврейской семье. Сын физика, доктора технических наук Марка Ефремовича Жаботинского (1917—2003) и историка физики, популяризатора науки Анны Михайловны Ливановой (настоящая фамилия Лившиц, 1917—2001), автора книг «Физики о физиках» (1968), «Три судьбы. Постижение мира» (1969), «Ландау» (1978, 1983). Единоутробный брат — писатель Владимир Шаров.
В 1955 году поступил в МГУ, а после окончания — в аспирантуру к проф. С. Э. Шнолю. Вначале Жаботинский собирался изучать ритмическое поведение в метаболизме глюкозы, однако Шноль сообщил ему, что требуемые исходные материалы были в дефиците, и предложил заняться формулой Белоусова, с которой два предыдущих аспиранта не достигли большого успеха.
В 1961 году А. М. Жаботинский исследовал механизм реакции Белоусова — Жаботинского, открытой Б. П. Белоусовым в 1951 году.
Попытки Жаботинского установить личный контакт с Белоусовым оказались безуспешными. Даже  после публикации результатов работы Жаботинского и получения превосходных отзывов о ней со стороны Белоусова они так и не встретились лицом к лицу, несмотря на то, что работали лишь в нескольких километрах друг от друга. Жаботинский всегда подозревал, что Белоусов, который работал в секретном военном институте и в годы сталинских «чисток» потерял много друзей, просто опасался неформальных отношений.

## Эмиграция
Из-за своего еврейского происхождения, а также из-за того, что он позволял себе свободные критические высказывания на политические темы, Жаботинский был в СССР «невыездным» — ему был запрещён выезд за пределы Советского Союза. Лишь на закате Перестройки ему удалось приехать в США с 10-дневным лекционным курсом. В июле 1991 профессор университета Брендайса Ирвинг Эпстайн по просьбе Жаботинского продлил его пребывание в США ещё на год. После этого Жаботинский в СССР/Россию уже не вернулся.
В 1991—2008 годах Жаботинский работал адъюнкт-профессором университета Брандейса, штат Массачусетс.

## Печатные труды
Монографии:
- Жаботинский А. М. Концентрационные автоколебания. — М.: Наука, 1974. — 179 с.
- Жаботинский А. М. и др. Автоволновые процессы в системах с диффузией / под ред. М. Т. Грехова. — Горький: Изд-во ин-та прикладной математики АН СССР, 1981. — 287 с.

Научные статьи:
- Zaikin, A. N., Zhabotinsky, A. M., Concentration wave propagation in two-dimensional liquid-phase self-oscillating system. — Nature, 1970, Vol. 225. — p. 535—537.
- Zhabotinsky, A. M., «Periodic liquid phase reactions». — Proc. Ac. Sci. USSR 157,392 (1964).
- Zhabotinsky, A. M., Zaikin, A. N., «Autowave processes in a distributed chemical system». — J. Theor. Biol. 40, 45 (1973).
- Zhabotinsky, A. M., Eager, M. D., and Epstein, I. R., «Refraction and reflection of chemical waves». — Phys. Rev. Lett. 71, 1526 (1993).
- Bugrim, A. E., Zhabotinsky, A. M. and Epstein, I. R., «Interference of Crossing Trigger Waves in Mutilayer Reaction-Diffusion Systems». — Phys. Rev. Lett. 75, 1206 (1995).
- Zhabotinsky, A. M., Dolnik, M. and Epstein, I. R., «Pattern Formation Arising from Wave Instability in a Simple Reaction-Diffusion System». — J. Chem. Phys. 103, 10306 (1995).
- Kurin-Csörgei, K., Zhabotinsky, A. M., Orbán, M. and Epstein, I. R., «The bromate-1,4- cyclohexanedione-ferroin gas-free oscillating reaction. I. Basic features and crossing wave patterns in a reaction-diffusion system without gel». — J. Phys. Chem. 100, 5393 (1996).
- Dolnik, M., Zhabotinsky, A. M. and Epstein, I. R., «Modulated and Alternating Waves in a Reaction-Diffusion Model with Wave Instability». — J. Chem. Soc., Faraday Trans., 92, 2919 (1996).
- Rovinsky, A. B., Zhabotinsky, A. M. and Epstein, I. R., Target Patterns Arising from the Short-Wave Instability in Near-Critical Regimes of Reaction-Diffusion Systems". — Phys. Rev. E, 56.